# Lost Nation (Iowa)
Lost Nation ist eine Kleinstadt (mit dem Status „City“) im Clinton County im Osten des US-amerikanischen Bundesstaates Iowa. Das U.S. Census Bureau hat bei der Volkszählung 2020 eine Einwohnerzahl von 434 ermittelt.

## Geografie
Lost Nation liegt auf 41°57′50″ nördlicher Breite und 90°49′04″ westlicher Länge und erstreckt sich über 1,64 km². Der Ort liegt rund 60 km westlich des Mississippi, der die Grenze zu Illinois bildet. Die Grenze zu Wisconsin verläuft rund 70 km nördlich. Lost Nation ist die einzige selbstständige Gemeinde in der Sharon Township im äußersten Nordwesten des Clinton County.
Benachbarte Orte von Lost Nation sind Elwood (7,6 km nordöstlich), Toronto (10,2 km südsüdwestlich), Oxford Junction (12,4 km westlich) und Monmouth (20,2 km nordnordwestlich).
Die nächstgelegenen größeren Städte sind Dubuque (69,2 km nördlich), Rockford in Illinois (172 km ostnordöstlich), die Quad Cities (66,6 km südwestlich) und Cedar Rapids (88 km westlich).

## Verkehr
Durch Lost Nation verläuft in West-Ost-Richtung der Iowa Highway 136. Alle weiteren Straßen sind untergeordnete, teils unbefestigte Fahrwege sowie innerörtliche Straßen.
Die nächstgelegenen Flugplätze sind der 16,5 km nordwestlich gelegene Maquoketa Municipal Airport und der 56,4 km ostnordöstlich gelegene Clinton Municipal Airport; die nächstgelegene größeren Flughäfen sind der 58,2 nordnordöstlich gelegene Dubuque Regional Airport, der 78,7 km südsüdöstlich gelegene Quad City International Airport und der 88,1 km westlich gelegene Eastern Iowa Airport in Cedar Rapids.

## Demografische Daten
Nach der Volkszählung im Jahr 2010 lebten in Lost Nation 446 Menschen in 201 Haushalten. Die Bevölkerungsdichte betrug 272 Einwohner pro Quadratkilometer. In den 201 Haushalten lebten statistisch je 2,22 Personen.
Ethnisch betrachtet setzte sich die Bevölkerung zusammen aus 99,1 Prozent Weißen und 0,9 Prozent (vier Personen) Afroamerikanern. Unabhängig von der ethnischen Zugehörigkeit waren 1,3 Prozent der Bevölkerung (sechs Personen) spanischer oder lateinamerikanischer Abstammung.
23,3 Prozent der Bevölkerung waren unter 18 Jahre alt, 57,0 Prozent waren zwischen 18 und 64 und 19,7 Prozent waren 65 Jahre oder älter. 52,2 Prozent der Bevölkerung war weiblich.

Das mittlere jährliche Einkommen eines Haushalts lag bei 41.667 USD. Das Pro-Kopf-Einkommen betrug 19.267 USD. 13,0 Prozent der Einwohner lebten unterhalb der Armutsgrenze.